# Репнин-Волконский, Николай Григорьевич
Князь Никола́й Григо́рьевич Репни́н-Волко́нский (1778 — 1845) — русский военный и государственный деятель эпохи Наполеоновских войн: генерал-адъютант (1813), генерал от кавалерии (1828), посол в Испании и Вестфалии, генерал-губернатор Малороссии (1816—1834).
Внук по матери фельдмаршала князя Н. В. Репнина, фамилия которого перешла к Николаю Григорьевичу по указу императора Александра I от 1 июля 1801 года. Старший брат декабриста С. Г. Волконского.

## Ранние годы
Сын генерала от кавалерии князя Г. С. Волконского и княжны Александры Николаевны Репниной, последней представительницы этого древнего княжеского рода. Под руководством матери получил хорошее домашнее образование. Унаследовал от неё среди прочих владений Репниных и подмосковное поместье Воронцово.
Впоследствии учился в Сухопутном шляхетском кадетском корпусе, по окончании которого выпущен прапорщиком в лейб-гвардии Измайловский полк (9 октября 1792). При его выпускных экзаменах присутствовала императрица Екатерина II, и осталась очень довольная его ответами, удивившись, что такой прекрасный ученик всё же остался без награды, на что ей объяснили, что он был своекоштным и им награда не выдаётся, на что императрица сказала: "так это моё дело наградить его" и в тот же день прислала ему офицерскую шпагу.
Находился в армии расположенной в Польше (1795—1796). Подпоручик (1 января 1796), поручик (12 декабря 1796). Переведён в лейб-гвардии Гусарский полк (14 апреля 1797), пожалован флигель-адъютантом императора Павла I (29 сентября 1797). Штабс-ротмистр (25 сентября 1798).
Ротмистр, участвовал волонтёром в Голландской экспедиции и плавал на  английской эскадре (1799), за что произведён в полковники (27 сентября 1800). Императорским указам, ему велено принять фамилию князя Репнина (1 июля 1801). Переведён служить в Кавалергардский полк командиром эскадрона (17 сентября 1802).

## Наполеоновские войны
В 1805 году, командуя четвёртым эскадроном полка, князь Репнин отличился в сражении под Аустерлицем, был тяжело ранен и попал в плен. Художественное описание атаки 4-го эскадрона содержится в романе «Война и мир». Когда Репнин оправился от ран, Наполеон I направил его к Александру I с предложением вступить в переговоры. За Аустерлиц 30 января 1806 году награждён орденом Св. Георгия 4 степени № 673 
В воздаяние отличного мужества и храбрости, оказанных в сражении 20 ноября при Аустерлице против французских войск.
 По болезни уволен от службы в чине генерал-майора. В 1809 году назначен чрезвычайным посланником и полномочным министром к брату Наполеона I, вестфальскому королю Иерониму. В 1810 году перемещён в Мадрид ко двору другого брата Наполеона, Жозефа Бонапарта, но был задержан последним в Париже и до Испании не добрался.

С началом Отечественной войны назначен командиром Девятой (резервной) кавалерийской дивизии и участвовал в сражении под Клястицами, при Свольне, под Полоцком, при Чашниках. Награждён 4 сентября 1812 года орденом Св. Георгия 3 степени № 236 
В воздаяние отличных подвигов мужества и храбрости, оказанных в сражении против французских войск 5 и 6-го августа при Полоцке
 и золотой шпагой, украшенной алмазами «За храбрость». Будучи в авангарде армии под командованием Витгенштейна, занял Берлин (1813). Произведён в генерал-адъютанты (8 марта 1813). Участвовал в битвах: под Дрезденом, Кульмом и Лейпцигом.
Назначен генерал-губернатором королевства Саксонского (8 октября 1813). В качестве генерал-губернатора Саксонии с неограниченными полномочиями в управлении, содействовал восстановлению края, совершенно разрушенного войной. В первых числах ноября 1814 года, через год с небольшим после начала своей деятельности в Дрездене, Репнин сдал командование королевством и явился на Венский конгресс, заслужив благодарную память саксонцев. В прощальной речи, обращённой к дрезденскому магистрату, он сказал:
Вас ожидает счастливое будущее. Саксония остаётся Саксонией; её пределы будут ненарушимы. Либеральная конституция обеспечит ваше политическое существование и благоденствие каждого! Саксонцы! Вспоминайте иногда того, который в течение года составлял одно целое с вами…

## Управление Малороссией
По возвращении в Россию произведён в генерал-лейтенанты (5 марта 1814) и назначен малороссийским генерал-губернатором (22 июля 1816). Управлял левобережными губерниями в традициях деда своей жены, последнего гетмана Войска Запорожского Кирилла Разумовского: подчёркивал перед царским правительством уникальность Малороссии, заботился о правовом урегулировании отношений крестьян с помещиками, настаивал на признании равенства малороссийской шляхты с великороссийским дворянством.
С целью сгладить различия в уровне их образованности Репнин организовал в Полтаве кадетский корпус и институт благородных девиц. Особенно много сил и личных средств Репнины вложили в обустройство последнего. Поскольку о соблюдении формальностей при расходовании сумм приказа общественного призрения генерал-губернатор не заботился, это дало повод его недругам требовать его отставки.
Произведён в генералы от кавалерии (1828). Назначен членом Государственного совета (1834). За 18 лет правления на Украине проявил себя как гуманный и энергичный администратор, способствовавший развитию хозяйства и просвещения во вверенном его управлению крае. По его заданию Д. Н. Бантыш-Каменский, правитель генерал-губернаторской канцелярии, подготовил «Историю Малой России» в 3-х частях. По некоторым предположениям, именно Репнин явился прототипом князя-благодетеля губернии во втором томе «Мёртвых душ».
Н. Г. Репнин возглавил в Малороссии борьбу с тяжёлыми бедствиями начала 1830-х годов — голодом и холерой. В 1834 г. был несправедливо обвинён в неправильном расходовании казённых сумм (хотя часто употреблял для необходимых дел, как сказано выше, свои собственные средства) и по указанию императора Николая I отозван в Петербург.
«Щедрый и расточительный, не умевший управляться и со своими личными делами», князь Репнин вышел в отставку 28 июня 1836 года, после чего окончательно поселился в своем имении Яготин, Полтавской губернии, где у него гостил в 1843-1844 гг. Тарас Шевченко. Умер в 66 лет от болезни и был похоронен в Свято-Троицком Густынском монастыре при большом стечении народа.

## Награды
- Орден Святого Георгия 3-й степени (4 сентября 1812)
- Орден Святого Георгия 4-й степени (30 января 1806)
- Орден Святого Владимира 1-й степени (25 июня 1833)
- Орден Святого Владимира 2-й степени (17 августа 1814)
- Орден Святого Александра Невского (22 августа 1826)
- Алмазные знаки к ордену Святого Александра Невского (22 августа 1831)
- Орден Святой Анны 1-й степени (22 апреля 1811)
- Алмазные знаки к ордену Святой Анны 1-й степени (22 декабря 1813)
- Орден Святой Анны 3-й степени (1804)
- Золотая шпага «За храбрость» с алмазами (1813)

Иностранные:
- Орден Чёрного орла (Пруссия, октябрь 1814)
- Орден Красного орла 1-й степени (Пруссия, сентябрь 1813)
- Орден «Pour le Mérite» (Пруссия)
- Кульмский крест (Пруссия, 1816)
- Орден Леопольда 2-й степени (Австрия, 1813)
- Орден Святого Людовика 2-й степени (Франция, 1815)

## Конфликт с Пушкиным
Февралём 1836 года датируется заочный конфликт Н. Г. Репнина с Пушкиным, который был чреват дуэлью. Получив сведения о том, что некто Боголюбов распространяет порочащие Пушкина слухи как якобы исходящие от Репнина, Пушкин обратился 5 февраля к находившемуся тогда в Петербурге и лично незнакомому ему князю со следующим письмом (по-французски): «…Прошу ваше сиятельство не отказать сообщить мне, как я должен поступить. Лучше нежели кто-либо я знаю расстояние, отделяющее меня от вас; но вы не только знатный вельможа, но и представитель нашего древнего и подлинного дворянства, к которому и я принадлежу, вы поймете, надеюсь, без труда настоятельную необходимость, заставившую меня поступить таким образом…» На это письмо Репнин ответил 10 февраля: «Сколь ни лестны для меня некоторые изречения письма вашего, но с откровенностию скажу вам, что оно меня огорчило, ибо доказывает, что вы, милостивый государь, не презрили рассказов столь противных правилам моим. Г-на Боголюбова я единственно вижу у С. С. Уварова и с ним никаких сношений не имею, и никогда ничего на ваш счет в присудствии его не говорил, а тем паче прочтя послание Лукуллу, Вам же искренно скажу, что генияльный талант ваш принесет пользу отечеству и вам славу, воспевая веру и верность русскую, а не оскорблением честных людей. Простите мне сию правду русскую: она послужит вернейшим доказательством тех чувств отличного почтения, с коими имею честь быть… (подпись)». Пушкин удовлетворился объяснением и принял оценку своих сатирических стихов: «Приношу Вашему сиятельству искреннюю, глубочайшую мою благодарность за письмо, коего изволили меня удостоить. Не могу не сознаться, что мнение Вашего сиятельства косательно сочинений, оскорбительных для чести частного лица, совершенно справедливо. Трудно их извинить даже когда они написаны в минуту огорчения и слепой досады. Как забава суетного или развращенного ума, они были бы непростительны».

## Семья
С 1802 года князь Николай Волконский был женат на графине Варваре Алексеевне Разумовской (1778—1864), наследнице крупных имений Разумовских, включавших 16 000 душ крестьян и городок Яготин. Она была известной благотворительницей, много сделавшей для женского образования. Содействовала устройству Елизаветинского и Павловского институтов, на которые пожертвовала значительные суммы; открыла в Полтаве женский институт; участвовала в походах своего мужа, устраивая в пути лазареты для больных и раненых воинов. Имели детей:
- Алексей Николаевич (ум. 13.12.1812)
- Александра Николаевна (1805—1836), с 1829 года замужем за сенатором графом А. Г. Кушелевым-Безбородко (1800—1855).
- Василий Николаевич (1806—27.02.1880), выпускник Пажеского корпуса, служил в Министерстве иностранных дел, в 1843 году уволен от службы с чином коллежского асессора. Был влюблён в графиню Александру Алопеус (1808—1848, дочь русского посланника в Пруссии графа Д. М. Алопеуса и известной красавицы Ж. И. Алопеус), с которой познакомился в Берлине и посватался к ней. Но через несколько месяцев, когда в Яготине готовились к свадьбе, невеста ему отказала. С 1833 года был женат на фрейлине Елизавете Петровне Балабиной (1813—1883), с которой имел сына Николая. Но брак оказался несчастливым, супруги жили раздельно, Василий был игрок, а его жена страдала мнительностью, а позднее манией преследования. Умер от отёка лёгких в Петербурге, похоронен рядом с отцом в Свято-Троицком Густынском монастыре[14].
- Варвара Николаевна (1808—1891), писала прозу и мемуары, была влюблена в Т. Г. Шевченко, сумела побороть своё чувство, в дальнейшем вела с ним переписку и ходатайствовала о его освобождении из ссылки.
- Софья Николаевна (12.05.1811[15]—30.09.1811), крещена 25 мая 1811 года в Симеоновской церкви на Моховой, крестница князя П. М. Волконского и княгини С. Г. Волконской.
- Григорий Николаевич (20.06.1812—04.08.1812)[16], крещен 27 июня 1812 года в Владимирской церкви в Придворных слободах при восприемстве графа А. К. Разумовского и графини М. В. Кочубей.
- Елизавета Николаевна (1817—1855), была замужем за действительным статским советником, камергером, русским поверенным в делах при Римской миссии Павлом Ивановичем Кривцовым (1806—1844).

- Варвара Алексеевна, 
жена
- Василий Николаевич, 
сын
- Варвара Николаевна,  
дочь
- Елизавета Николаевна,  
дочь